# 漂流武士
《漂流武士》是平野耕太的青年漫畫作品，在少年畫報社的月刊漫畫《YOUNG KING OURs》上自2009年6月號開始連載。2015年9月18日釋出動畫預告，電視動畫於2016年10月開始播放。
2016年，《工作細胞》、《漂流武士》、《烏龍麵之國的金色毛毬》、《書店裡的骷髏店員本田》、《擅長捉弄人的高木同學》獲頒宮脇書店舉辦的第一屆「Miyawaki Comic Awards（ミヤコミ 2016）」。

## 故事概要
在西元1600年的日本，在關原之戰的戰場上，為了替敗退的島津軍斷後的島津豐久，迎擊前來追擊的井伊直政；在一場激戰後，身負重傷的島津豐久突然被帶到一個充滿門扉的異空間，就此踏上漂流者與廢棄物對決的戰場。

## 人物介紹
※聲音為電視動畫版的配音員。

### 漂流者
島津豐久（聲：中村悠一）
本作主角，登場時為30歲，在關原之戰戰場身負重傷後，突然被傳送到一個有無數門扉的長廊，而被傳送到完全陌生的異世界。擅長使用Tai捨流劍術，以野太刀斬殺敵人及組手甲冑術進行近身格鬥。之後被織田信長推舉為漂泊者的領袖，被讚為以戰鬥而生，但是腦袋卻不是很好，可是非常重視武士道之精神。目前是矮人一族的步兵團訓練教官。
織田信長（聲：內田直哉）
登場時為50歲，在本能寺之變發生時與森蘭丸逃出，但與豐久經歷了同樣的經驗而被傳送到異世界。打算以豐久為首，展開對異世界竊國的計畫。信長是個善於煽動人民的策略家，對於戰爭有著自己的一套攻略法，懂得如何用恐懼將敵人逼退（以糞便污染水源、塗抹箭鏃造成破傷風）。信長不僅熟悉製造火藥的方法，也熟知火繩槍在戰術上的應用，對於基德的新式槍枝非常感興趣，可是卻找不到有技術的工匠可以量產，之後得知了矮人的工藝了得，所以第二個解放的種族才決定為矮人；解放後，矮人以一天十把的速度量產火繩槍，並在聖日耳曼伯爵倒戈加入後，成為其麾下五百男同性戀部隊「聖軍」、也是異世界首支火槍部隊的指揮官。主張在異世界建立一個各族自治，中央集軍權，有武士制度的新國家。
那須與一（聲：齋賀光希）
登場時為19歲，是個外表俊美看似女性的美少年，起初被豐久誤認為是信長的侍童亂丸。擅長使用弓箭，生前為源義經的忠實部下，有射穿平家船頭扇等流傳至今的佳話，也因此造成在異世界重遇義經時的糾結。有著十個哥哥，聲稱自己是家族裡外型最粗獷的，而且兄長個個都長得比他更俊美，現擔任精靈族的弓箭部隊訓練教官。
漢尼拔·巴爾卡（聲：青山穰）
獨眼老人，初登場時就與西庇阿大聲爭吵，面對黑王壓倒性的大軍迫境仍認為有勝算。由於進入異世界時漢尼拔即已是遲暮老人，具有尿失禁與癡呆的症狀，但在緊要關頭仍會給予信長決定勝負的關鍵指示。漢尼拔因為嗜食木莓，也因此被照顧他的精靈族人稱為「木莓老爺爺」。
西庇阿
聲：家中宏
短髮老人，初登場時就與漢尼拔大聲爭吵，認為勝利的一方就代表正義；在漢尼拔被嘲笑垂垂老矣的時候卻挺身而出說：「我所統治的羅馬帝國雖不怕百萬大軍...但唯一畏懼的正是此人！」。北方城壁陷落後，西庇阿在與十月機關撤退的過程中墜車失散，後輾轉遇上成為狗型亞人族首領的菅野直。日落黃沙強盜團雖然尋獲到他，但在安倍晴明的指示下並未將其帶走，而是讓西庇阿繼續擔任菅野直的作戰參謀。經由日落黃沙強盜團的護送下，與菅野直一同與山口多聞會合，並向山口多聞請教近代戰爭史。
日落黃沙強盜團
受雇於十月機關的雙人組，擅長使用槍械，並以馬車運送漢尼拔與西庇阿脫離北壁戰場，之後也負責搜救失聯的西庇阿。
基德
聲：高木涉
留著一字鬍帶著禮帽、使用格林機槍的男子，為美國舊西部時代著名的不法之徒日舞小子（Sundance Kid），之後將自己彈藥耗盡的格林機槍送給信長。
卡西迪
聲：小野大輔
滿頭亂髮、手持雙槍的男子，為美國舊西部時代著名的火車搶匪與銀行搶匪布屈·卡西迪（Butch Cassidy），之後將自己的手槍給了信長。
菅野直
聲：鈴木達央
大日本帝國海軍的戰鬥機飛行員，階級為大尉，是當代的王牌飛行員，在黑王揮軍進攻時突然地出現在戰場上空，搭乘戰鬥機為紫電改。初登場時的所屬勢力不明，但目睹黑王軍對於百姓的無差別屠殺後，聯想到東京大轟炸，憤而攻擊天空中的黑王軍飛龍騎士，而被認為是漂流者。菅野在墜機後被犬型亞人奉為從天而降的「空神」，並遇上了走失的西庇阿，並且在西庇阿的協助下與奧圖帝國駐守北方的第二軍進行作戰。之後順利降服了原與犬人族為世仇的貓人族。
山口多聞
聲：仲野裕
大日本帝國海軍少將，和損傷嚴重的飛龍號航空母艦一起進入這世界。後以客座提督的身份，協助葛濱涅商會同盟的少主夏洛克八世建立搭載巨鷹格里芬的「鷹母」艦隊，擊潰奧圖帝國的海軍。
阿道夫·希特勒
奧圖帝國的國父，於60年前突然出現在酒館，以天才般的演說技術及人心掌控挑起了政變，建立起了一個十分有效率的官僚主義帝國，廢除了世襲制並把國家財產進行均等分配，故意作出「一定數的差別階級」以此為基礎創立了中央集權國家。在帝國建立後自殺。
聖日耳曼伯爵
聲：杉田智和
在歐洲擁有不老不死傳聞的神祕煉金術師，在故事開始前即是擁有奧圖帝國三分之一領土的貴族。奧圖帝國國父希特勒建國後率先投靠；未曾參予任何戰役並過著奢華生活；外表看不出年齡已超過50歲以上。其麾下擁有一支仿自底比斯聖隊，完全由男同性戀組成的五百人精銳部隊。
紫
聲：宮本充
是將漂流者送往異世界的謎樣人物，坐在長廊中間設置的辦公桌，不時閱讀著會自動更新漂流者與廢棄物新聞的報紙，似乎負責著漂流者的挑選與傳送。與EASY有著敵對關係。

#### 十月機關
安倍晴明
聲：櫻井孝宏
十月機關的首領，扶持著漂流者們的生存，誓言剷除所有的廢棄物，登場時僅被歐蜜兒稱呼為大師父，後揭露其真實身分是同為漂流者的日本陰陽師安倍晴明。
歐蜜兒
聲：古城門志帆
會利用符咒變出石牆的魔導師，負責保護及監視豐久一行人。由於身材姣好，因而經常被叫不出她名字的信長性騷擾，稱呼她「大奶眼鏡妹」、「大奶媽兒」、或者「歐蜜奶」。施放石牆咒的能力曾被安倍晴明稱讚為機關中最強的，且因擁有通信能力的水晶球，而在漂流者陣中負責作戰情報的統括與傳達。
卡菲德
聲：西田雅一
負責保護漢尼拔與西庇阿的年輕金髮男子。北壁陷落後與其他人一起逃離戰場。
多格
有獸耳的紋面年輕男子，受晴明的指示與另一名十月機關成員潛入前線，收集黑王軍的情報。

### 廢棄物
黑王
聲：楠大典
身披斗篷而無法看清面貌，為廢棄物作戰時的首領；手持著有蜻蜓裝飾的手杖，能力為生命的無限增殖，可用來增加糧食以及治療傷痛，面對敵人時可使細胞如癌症般不受控制地分裂成長；手心有圓形傷痕及對話內容與新約聖經有關，因此有一部分的讀者推測其可能為耶穌基督。因為之前拯救人類，卻被人類殺害，而感到憤怒，之後決定拯救魔族，教他們耕種，並統一宗教和文字等，讓魔族成為異世界的文明主宰。
土方歲三義豐
聲：安元洋貴
新選組副長，能使用新選組隊員幻影進行高速斬殺，沉默寡言。對促成明治維新的薩摩島津氏感到十分厭惡。
貞德
聲：皆川純子
在英法百年戰爭時期帶領法國軍隊對抗英軍的入侵，被視為民族英雄；能力為放出將一切燃燒殆盡的高熱火焰，鎧甲上繪有逆十字架及配有大量的刀劍。之後有與島津豐久一戰，最後以不斬女人首級的原因而被放過一馬，隨後被龍騎士救回。
吉爾·德·萊斯
聲：乃村健次
百年戰爭時期聖女貞德的戰友，使用長槍為武器，擁有堅強的意志，就算被攻擊到要害也能繼續戰鬥，最後被基德用格林機槍射死，而化成了鹽巴。
阿納斯塔西婭·尼古拉耶芙娜·羅曼諾娃
聲：北西純子
帝俄末代皇室尼古拉二世最小的女兒，能力為放出瞬間使人凍結的暴風雪。
拉斯普京
聲：田中正彥
帝俄時代尼古拉二世時期的神秘主義者，受黑王之命為麾下的異民族融合多種文化創造了專屬的文字，具有畫魔法陣以及催眠術的能力。
惟任光秀
聲：速水獎
於史實中背叛信長的日本戰國武將。登場時是以腹側遭竹槍刺中的瀕死狀態被義經所發現，後被黑王所治癒。自黑王處獲知信長是漂流者之一的情報後，即加入了廢棄物的陣營。
源九郎判官義經
聲：石田彰
日本平安時代末期河內源氏的將領，被喻為「軍神」，與兄長源賴朝的爭戰中失利，受藤原秀衡庇護卻遭受其家族的背叛，最終手刃妻女後引刀自裁。處於黑王軍中，但不被黑王指揮，決定自己會幫助較有趣的那一方，對前部下那須與一抱有一定興趣。指揮半人馬組成的弓兵，替黑王執行毀滅人類的事業。
E.A.S.Y.
聲：伊藤加奈惠
是將廢棄物召喚到異世界的元兇，與紫對立，是個黑衣黑髮的少女，現身時會將四周變為一片黑暗。房間擺設十分女孩風，有台筆電，上面會寫著漂流物以及廢棄物的新聞。

### 奧圖帝國
阿雷斯塔
聖日耳曼伯爵的近侍，同樣是打扮華麗的人妖。在與豐久的短暫對峙中展現出精湛的二刀流武藝，後在解放矮人的戰役中也逐漸表現出其智謀。
弗拉米
聖日耳曼伯爵的近侍，同樣是打扮華麗的人妖。
米爾茲
聲：野島裕史
精靈族佔領區政廳的稅務官，在豐久等人襲擊政廳前夕甫派遣就任。由於未曾參與當地駐軍對精靈族女性的集體性侵，而成為襲擊事件中的唯一活口。後被信長留在手下負責文書工作。精靈族對他並無惡感，只是仍以「處男人類」來稱呼他。

### 葛濱涅聯合商會
馬辰∙夏洛克八世
夏洛克商會暨夏洛克銀行的少主，也是葛濱涅聯合水軍的司令，人稱「放浪不羈的賢子」。聘請漂流者之一的山口擔任客席提督，並建立運用巨鷹格里芬進行空中攻擊的「鷹母」艦隊，意圖在奧圖帝國衰微時伺機獲取獨立地位與商業利益。
奈傑·布里剛
布里剛商業暨布里剛銀行的主事者，人稱「冷面冷心」。除擔任夏洛克的副手外，也是葛濱涅聯合水軍的監軍。個性沉靜機敏，曾向夏洛克進言奪取與山口一同進入異世界的飛龍號航空母艦，但遭到夏洛克拒絕。

### 亞人
妖精族
夏拉
聲：間島淳司
瑪夏、瑪爾克
聲：石塚沙賴（瑪夏）、續木友子（瑪爾克），夏拉的弟弟們。
矮人族
犬人族
貓人族

## 出版書籍
| 卷數 | 少年畫報社     | 少年畫報社             | 東立出版社     | 東立出版社             |
| 卷數 | 發售日期       | ISBN                   | 發售日期       | ISBN                   |
| ---- | -------------- | ---------------------- | -------------- | ---------------------- |
| 1    | 2010年7月7日   | ISBN 978-4-78-593407-1 | 2011年1月7日   | ISBN 978-986-10-6545-8 |
| 2    | 2011年10月13日 | ISBN 978-4-78-593714-0 | 2012年7月25日  | ISBN 978-986-10-8857-0 |
| 3    | 2013年3月18日  | ISBN 978-4-78-595043-9 | 2014年8月14日  | ISBN 978-986-348-308-3 |
| 4    | 2014年10月28日 | ISBN 978-4-78-595436-9 | 2015年10月13日 | ISBN 978-986-462-266-5 |
| 5    | 2016年6月6日   | ISBN 978-4-78-595791-9 | 2016年8月5日   | ISBN 978-986-470-622-8 |
| 6    | 2018年11月30日 | ISBN 978-4-78-596344-6 | 2020年2月7日   | ISBN 978-957-26-3441-7 |
| 7    | 2023年8月10日  | ISBN 978-4-78-597497-8 | 2024年8月12日  | ISBN 978-626-02-1731-0 |

## 電視動畫

### 主題曲
片頭曲「Gospel Of The Throttle 狂奔REMIX ver.」
塡詞、作曲：Cliff Magreta，主唱：Minutes Til Midnight，編曲：R‧O‧N
片尾曲
「VERMILLION」（第1－11集）
塡詞、主唱：黑崎真音，作曲、編曲：SUGIZO
（第12集、OVA）
塡詞、主唱：石井妥師，作曲、編曲：石井妥師、松尾早人

### 各話列表
注意：中文標題使用動畫台灣代理商曼迪傳播採用之譯名。
| 話數     | 日文標題       | 中文標題                           | 劇本     | 分鏡              | 演出       | 作畫監督                              |
| -------- | -------------- | ---------------------------------- | -------- | ----------------- | ---------- | ------------------------------------- |
| 第一幕   |                | 戰歌                               | 倉田英之 | 鈴木健一          | 鈴木健一   | 小林利充                              |
| 第二幕   |                | 踵鳴                               | 倉田英之 | 鈴木健一 藤森一真 | 飯田薰久   | 坂本千代子                            |
| 第三幕   |                | 我軍 破曉出擊                      | 倉田英之 | 小野学            | 浅見松雄   | 森悦史、小林利充 吉岡勝               |
| 第四幕   |                | 積極心                             | 黒田洋介 | 川村賢一          | 水本葉月   | 大塚八愛、小林利充                    |
| 第五幕   |                | 奪回愛                             | 黒田洋介 | 山內重保          | 西片康人   | 小林利充、眞壁智之 阪本望實、木下由衣 |
| 第六幕   | MEN OF DESTINY | MEN OF DESTINY                     | 黒田洋介 | 平川哲生          | 須之内佑典 | 吉岡勝                                |
| 第七幕   |                | Chaos diver                        | 黒田洋介 | 山內重保          | 山內重保   | 小林利充、羽山淳一                    |
| 第八幕   |                | 不可思議CALL ME                    | 倉田英之 | 村川健一郎        | 大河原崇   | 小林利充、中村深雪                    |
| 第九幕   |                | 認真BOMBER                         | 倉田英之 | 加藤敏幸 鈴木健一 | 江副仁美   | 大塚八愛、村井夏織 耳浦朋彰           |
| 第十幕   | Baba Yetu      | Baba Yetu                          | 黒田洋介 | 田中孝行          | 浅見松雄   | 吉岡勝                                |
| 第十一幕 |                | 大砲大名的冒險 ～火繩丸數之歌～    | 黒田洋介 | 西田正義          | 高橋謙仁   | 大塚八愛                              |
| 第十二幕 |                | 看著我☆新選組 ～熱戰九州男兒之歌～ | 黒田洋介 | 西田正義          | 高橋謙仁   | 小林利充                              |
| OVA      |                |                                    |          |                   |            | 小林利充                              |
| 第十三幕 |                | 改寫                               | 倉田英之 | 西田正義 鈴木健一 | 大河原崇   | 小林利充                              |
| 第十四幕 | BRING ON A WAR | BRING ON A WAR                     | 倉田英之 | 西田正義 鈴木健一 | 高橋謙仁   | 大塚八愛                              |
| 第十五幕 |                | The Outlandish Knight              | 黑田洋介 | 近藤信宏 鈴木健一 | 江副仁美   | 大塚八愛                              |

### BD
| 卷數 | 發售日期       | 收錄話數        | 規格編號  | 封面人物                     |
| ---- | -------------- | --------------- | --------- | ---------------------------- |
| BOX  | 2016年12月24日 | 全12話          | GNXA-1870 | 島津豐久                     |
| 1    | 2017年1月25日  | 第1話 - 第2話   | GNXA-1871 | 島津豐久                     |
| 2    | 2017年2月22日  | 第3話 - 第4話   | GNXA-1872 | 那須與一                     |
| 3    | 2017年3月24日  | 第5話 - 第6話   | GNXA-1873 | 織田信長、聖日耳曼、拉普京斯 |
| 4    | 2017年4月21日  | 第7話 - 第8話   | GNXA-1874 | 菅野直                       |
| 5    | 2017年5月24日  | 第9話 - 第10話  | GNXA-1875 | 漢尼拔、西庇阿、基德、卡西迪 |
| 6    | 2017年6月21日  | 第11話 - 第12話 | GNXA-1876 | 十月機關四人組               |
| 7    | 2017年12月23日 | 第13話 - 第14話 | GNXA-1878 |                              |

## 外部連結
- 少年画報社（公式HP） （页面存档备份，存于）（日語）
- 動畫「漂流武士」官方網站 （页面存档备份，存于）（日語）
- 動畫漂流武士的X（前Twitter）（日語）
- ENDStheBLACKLORD的X（前Twitter）（日語）